# Сан Пјетро ин Вила (Арецо)
Сан Пјетро ин Вила је насеље у Италији у округу Арецо, региону Тоскана.
Према процени из 2011. у насељу је живело 78 становника. Насеље се налази на надморској висини од 416 м.